# Egira rubrica
Egira rubrica là một loài bướm đêm trong họ Noctuidae.